# Godda
Godda är en stad i den indiska delstaten Jharkhand, och är huvudort för ett distrikt med samma namn. Folkmängden uppgick till 48 480 invånare vid folkräkningen 2011.